# Kari Swenson
Kari Swenson (* 1961, USA) ist eine ehemalige US-amerikanische Biathletin und prominentes Entführungsopfer.

## Karriere
Swenson zog 1970 mit ihrer Familie aus einem Vorort von Philadelphia nach Bozeman im Gallatin County, Montana und begann kurz darauf mit dem Skilanglauf.
Bei den ersten Biathlon-Weltmeisterschaften der Frauen 1984 in Chamonix in Frankreich war Swenson neben Holly Beattie und Julie Newnam Mitglied der dreiköpfigen US-Biathlon-Staffel, die bei den 3 × 5 km den dritten Platz erreichte. Swenson erreichte zudem beim 10 km Einzel den fünften Platz. Diese Platzierungen waren zum damaligen Zeitpunkt nach 26 Jahren Teilnahme von US-Biathleten an internationalen Biathlon-Wettkämpfen eine Bestleistung. Nach der Teilnahme an einem norwegischen Biathlonwettkampf in Oslo 1986 als Teil des US-Biathlon-Teams, zog sie sich im selben Jahr vom Biathlonsport zurück. Im Jahr 2015 wurden Swenson und ihre Teamkolleginnen der Biathlon-Weltmeisterschaft 1984 in die Hall of Fame des US-Biathlon aufgenommen.

## Entführung
Nach der Saison 1984 nahm Swenson einen Job auf einer Ferienranch in der Nähe von Big Sky (Montana) an, wo sie im Skigebiet Big Sky Resort täglich trainieren konnte. Am 15. Juli 1984 wurde sie während eines Trainingslaufs in der Nähe des Ulerys Lake entführt. Die Entführer Don Nichols und sein Sohn Dan Nichols waren zwei kriminelle Außenseiter, die abseits der Zivilisation in den Bergen lebten. Sie gaben später in den Vernehmungen an, Swenson als zukünftige Ehefrau für den Sohn entführt zu haben. Dafür hatten sie bereits Jahre zuvor eine Kette erworben, mit der sie diese Ehefrau dann „sichern“ wollten.
Als Swenson nicht an ihren Arbeitsplatz zurückkehrte, begab sich bei Anbruch der Dämmerung ein etwa 50-köpfiger Suchtrupp mit Hunden, einem Hubschrauber, verschiedenen Polizeibeamten sowie dem Sheriff von Bozeman auf die Suche nach ihr. Als sich zwei Mitarbeiter der Ferienranch dem Lager der Entführer näherten und Swenson nach Hilfe rief, schoss Nichols junior auf Swenson und verletzte sie mit einem Lungendurchschuss. Einer der beiden Mitarbeiter wurde beim Rettungsversuch von Nichols senior erschossen. Swenson wurde nach vier Stunden von den weiteren Suchtrupps gefunden und gerettet.
Don Nichols wurde wegen Entführung, Mord und schwerer Körperverletzung zu 85 Jahren Haft und sein Sohn Dan Nichols wegen Entführung und Körperverletzung zu zehn Jahren Haft verurteilt.
Swenson nahm später ihr Training wieder auf und an einigen Wettkämpfen teil, beendete jedoch 1986 ihre Biathlon-Karriere.
Anschließend begann sie ein Studium der Veterinärmedizin an der Colorado State University, das sie 1990 abschloss. Nach dem Studium arbeitete sie in einer Tierarztpraxis in Steamboat Springs, kehrte später nach Montana zurück und praktizierte als Tierärztin im Gallatin Veterinary Hospital in Bozeman.

## Verfilmungen
Die Entführung wurde 1987 mit Die Entführung der Kari Swenson (The abduction of Kari Swenson) von Stephen Gyllenhaal und Andre R. Guttfreund verfilmt. Die Rolle der Kari Swenson wird von Tracy Pollan gespielt und Kari Swenson fungierte als Beraterin bei den Dreharbeiten. Der Entführungsfall war 1995 zudem Thema in der A&E Network Gerichtssendung American Justice und 2017 in Your Worst Nightmare von Investigation Discovery. Im Jahr 2019 widmete ESPN Swenson eine Folge der Sportdoku 30 for 30.